# Ашот Кекела
Ашот Кекела (груз. აშოტ კეკელა; умер в 867 году) — принц из династии Багратионов, второй сын Адарнасе II, князя Тао-Кларджети. Прозвище «Кекела» на русском означает «красивый» или «прекрасный».